# Speedski-Weltmeisterschaften 2023
Die Speedski-Weltmeisterschaften 2023 fanden im März 2023 in Vars (Frankreich) statt. Nachdem die Weltmeisterschaften 2021 aufgrund der COVID-19-Pandemie auf 2022 verlegt worden war, fanden bereits ein Jahr später erneut Weltmeisterschaften statt. Zum achten Mal war Vars Gastgeber von Speedski-Weltmeisterschaften.
Der Franzose Simon Billy konnte seinen Vorjahreserfolg mit einem neuen Weltrekord von 255,50 km/h wiederholen. Bei den Frauen sicherte sich die Schwedin Britta Backlund ihren zweiten Titel in der Klasse S1.
Die Junioren-Wettkämpfe der Klasse S2 fanden bereits Ende Januar ebenfalls in Vars statt.

## Teilnehmer
Es nahmen 52 Teilnehmer aus 13 Ländern teil.
| Europa (10 Länder)                                           | Europa (10 Länder)                                     |
| ------------------------------------------------------------ | ------------------------------------------------------ |
| - Deutschland - Finnland - Frankreich - Italien - Österreich | - Schweden - Schweiz - Slowakei - Spanien - Tschechien |
| Amerika (1 Land)                                             |                                                        |
| - Kanada                                                     |                                                        |
| Asien (1 Land)                                               |                                                        |
| - Japan                                                      |                                                        |
| Ozeanien (1 Land)                                            |                                                        |
| - Neuseeland                                                 |                                                        |

## Medaillenspiegel
| Platz | Nation     | Gold | Silber | Bronze | Gesamt |
| ----- | ---------- | ---- | ------ | ------ | ------ |
| 01    | Frankreich | 3    | 1      | 2      | 6      |
| 02    | Schweden   | 1    | 1      | 1      | 3      |
| 03    | Italien    | —    | 2      | —      | 2      |
| 04    | Österreich | —    | —      | 1      | 1      |
| Total | Total      | 4    | 4      | 4      | 12     |

## Strecke
Sämtliche Wettbewerbe sollen auf der Piste Chabrière stattfinden.
| Streckenname               | Chabrière |
| Seehöhe Start              | 2720 m    |
| Seehöhe Ziel               | 2285 m    |
| Höhendifferenz             | 435 m     |
| Streckenlänge gesamt       | 1200 m    |
| Streckenlänge Wertung      | 670 m     |
| max. Gefälle               | 98 %      |
| Durchschnittliches Gefälle | 55 %      |

## Ergebnis Herren

### S1
| Platz | Land | Sportler             | Geschwindigkeit (km/h) |
| ----- | ---- | -------------------- | ---------------------- |
| 01    | FRA  | Simon Billy          | 255,50                 |
| 02    | ITA  | Simone Origone       | 254,05                 |
| 03    | AUT  | Manuel Kramer        | 252,84                 |
| 04    | SUI  | Jonathan Moret       | 249,61                 |
| 04    | FRA  | Bastien Montes       | 249,61                 |
| 06    | NZL  | Tawny Wagstaff       | 248,61                 |
| 07    | SVK  | Michal Bekes         | 248,55                 |
| 08    | CZE  | Radim Palan          | 248,22                 |
| 09    | GER  | Marc Amann           | 242,50                 |
| 10    | SWE  | Olof Abrahamsson     | 234,78                 |
| 11    | SUI  | Philippe May         | 232,55                 |
| …     |      |                      |                        |
| 14    | AUT  | Klaus Schrottshammer | 229,19                 |
| 20    | SUI  | Reto Eigenmann       | 210,78                 |

Titelverteidiger:  Simon Billy
34 Fahrer in der Wertung

### S2J
| Platz | Land | Sportler             | Geschwindigkeit (km/h) |
| ----- | ---- | -------------------- | ---------------------- |
| 01    | FRA  | Johan Belmonte       | 165,89                 |
| 02    | SWE  | Victor Persson       | 163,81                 |
| 03    | FRA  | Damien Fourquet      | 162,03                 |
| 04    | FRA  | Alexis Fourquet      | 160,98                 |
| 05    | FRA  | Matias Labit         | 159,93                 |
| 06    | FRA  | Brendan Saint Germes | 155,38                 |

Datum: 26. Januar

Titelverteidiger:  Victor Persson

Sechs Fahrer in der Wertung

## Ergebnis Damen

### S1
| Platz | Land | Sportler          | Geschwindigkeit (km/h) |
| ----- | ---- | ----------------- | ---------------------- |
| 01    | SWE  | Britta Backlund   | 244,93                 |
| 02    | ITA  | Valentina Greggio | 241,88                 |
| 03    | FRA  | Clea Martinez     | 234,78                 |
| 04    | FRA  | Célia Martinez    | 220,76                 |
| 05    | ESP  | Marta Visa Carol  | 178,52                 |

Titelverteidiger:  Valentina Greggio
Fünf Fahrerinnen in der Wertung

### S2J
| Platz | Land | Sportler                | Geschwindigkeit (km/h) |
| ----- | ---- | ----------------------- | ---------------------- |
| 01    | FRA  | Pauline Sabatut         | 164,75                 |
| 02    | FRA  | Maëlle Loridon          | 159,77                 |
| 03    | SWE  | Agnes Abrahamsson       | 157,90                 |
| 04    | SWE  | Siri Kling Andersson    | 157,43                 |
| 05    | FRA  | Cornelia Thun Sandström | 157,27                 |
| 06    | FRA  | Maréva Cau-Lapique      | 156,65                 |
| 07    | FRA  | Marie Solome            | 133,64                 |

Datum: 26. Januar

Titelverteidiger:  Pauline Sabatut

Sieben Fahrerinnen in der Wertung